# Nigel Ellis
Nigel Ellis (* 8. August 1997 im Saint James Parish) ist ein jamaikanischer Leichtathlet, der sich auf den Sprint spezialisiert hat.

## Sportliche Laufbahn
Erste internationale Erfahrungen sammelte Montego Bay bei den CARIFTA-Games 2014 in Fort-de-France, bei denen er die Goldmedaille mit der jamaikanischen 4-mal-400-Meter-Staffel gewann. Bei den Spielen 2015 in Basseterre gelangte er in das Finale über 200 Meter, trat dort aber nicht mehr an. Zudem gewann er mit der 4-mal-100-Meter-Staffel die Goldmedaille. 2016 in St. George’s gewann er Gold über 100 Meter und mit der Staffel und wurde über 200 Meter disqualifiziert. Daraufhin nahm er an den U20-Weltmeisterschaften in Bydgoszcz teil und gewann dort in 20,63 s die Bronzemedaille im 200-Meter-Lauf und belegte mit der jamaikanischen Staffel in 39,13 s den vierten Platz. 2018 nahm er an den Commonwealth Games im australischen Gold Coast teil, schied dort im Halbfinale über 100 Meter aus und gewann in 38,35 s die Bronzemedaille mit der Staffel hinter den Teams aus England und Südafrika. Im August gewann er dann bei den NACAC-Meisterschaften in Toronto in 20,57 s die Bronzemedaille im 200-Meter-Lauf hinter Kyle Greaux aus Trinidad und Tobago und dem Kanadier Aaron Brown. Zudem gelangte er mit der Staffel mit 38,96 s auf Rang vier. Bei den IAAF World Relays 2019 in Yokohama belegte er in 38,88 s den sechsten Platz in der 4-mal-100-Meter-Staffel und wurde mit der 4-mal-200-Meter-Staffel disqualifiziert. 2022 startete er im 60-Meter-Lauf bei den Hallenweltmeisterschaften in Belgrad und schied dort mit 6,65 s im Halbfinale aus.

## Persönliche Bestzeiten
- 100 Meter: 10,04 s (+2,0 m/s), 24. April 2021 in Miami
  - 60 Meter (Halle): 6,64 s, 19. März 2022 in Belgrad
- 200 Meter: 20,36 s (−0,2 m/s), 9. Juni 2018 in  Kingston